# Rijksarchief (België)

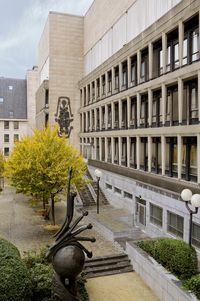
Voorgevel van het Algemeen Rijksarchief te Brussel.

Het Rijksarchief (Frans: Archives de l’État) is een Belgische Federale Wetenschappelijke Instelling die ressorteert onder de Programmatorische Overheidsdienst (POD) Wetenschapsbeleid. Het Rijksarchief bestaat uit het Algemeen Rijksarchief te Brussel en 19 archiefbewaarplaatsen verspreid over het land. Elke vestiging beschikt over een leeszaal waar het publiek archieven op papieren of elektronische dragers kan raadplegen.
Het Rijksarchief profileert zich als kenniscentrum voor historische informatie en overheidsarchief. In 2021 bewaarde en beheerde het Rijksarchief meer dan 373 strekkende kilometer analoog archief en 418 terabyte aan digitaal archief. Vanaf juli 2024 is algemeen rijksarchivaris Xavier Jacques-Jourion directeur-generaal.

## Administratieve indeling
De Rijksarchieven zijn verdeeld over vier departementen:

### Operationele directie I: Rijksarchieven in Vlaanderen
- Rijksarchief te Antwerpen
- Rijksarchief te Beveren
- Rijksarchief te Brugge
- Rijksarchief te Gent
- Rijksarchief te Hasselt
- Rijksarchief te Kortrijk
- Rijksarchief te Leuven

### Operationele directie II: Rijksarchieven in Wallonië
- Rijksarchief te Aarlen
- Rijksarchief te Bergen
- Rijksarchief te Doornik
- Rijksarchief te Eupen
- Rijksarchief te Louvain-la-Neuve
- Rijksarchief te Luik
- Rijksarchief te Namen

### Operationele directie III: Rijksarchieven in Brussel
- Algemeen Rijksarchief (centrale zetel)
- Algemeen Rijksarchief 2 – Depot Joseph Cuvelier
- Rijksarchief te Brussel
- Dienst Archief Oorlogsslachtoffers
- Archief van het Koninklijk Paleis

### Operationale directie IV: CegeSoma
- CegeSoma

## Een veelzijdige instelling

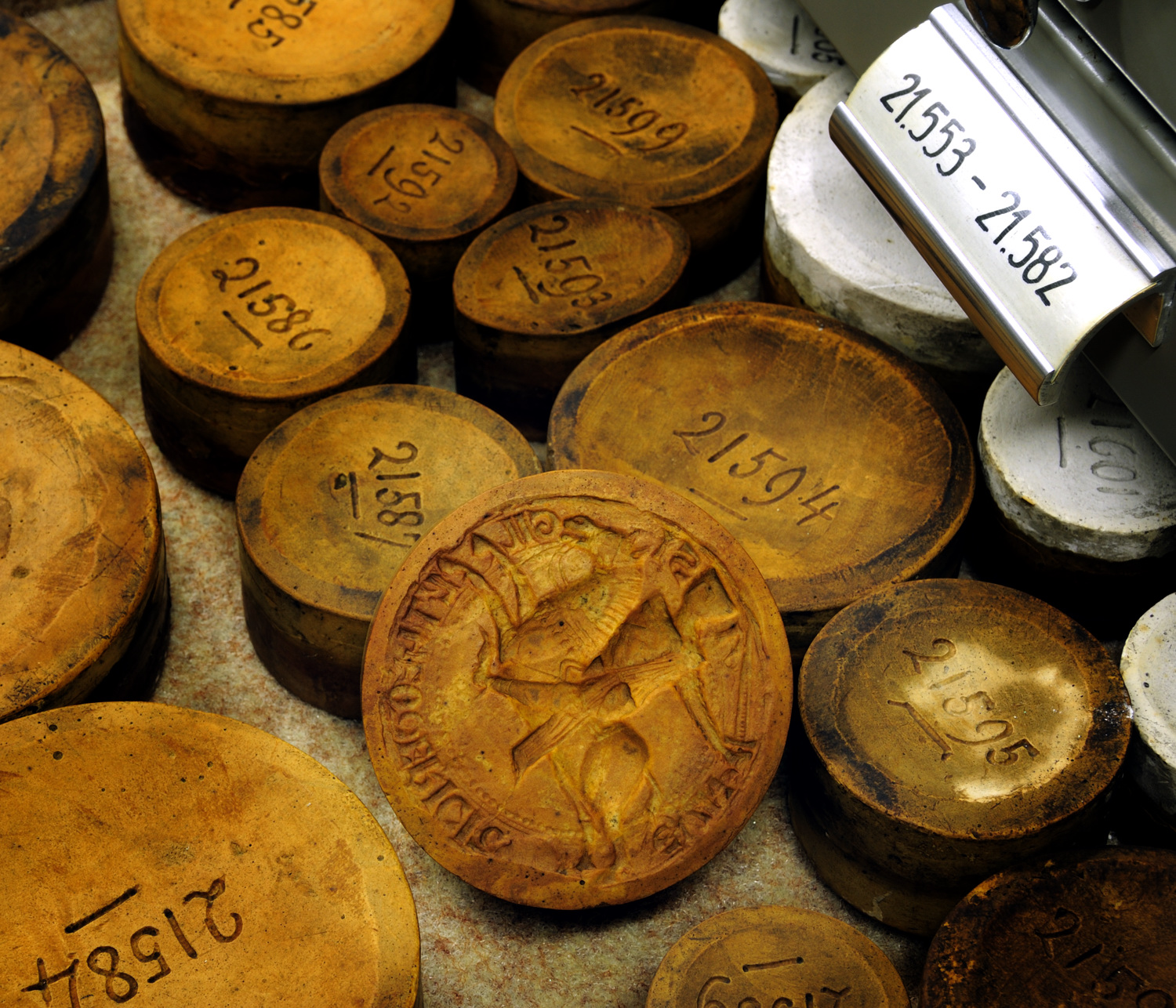
De verzameling zegelafgietsels van het Rijksarchief, 38.000 stuks, is de op een na grootste ter wereld

### Bewaring en vrijwaring van het archivalisch erfgoed
Een van de hoofdopdrachten van de Rijksarchieven bestaat uit de materiële vrijwaring van het archief dat hen werd toevertrouwd. De definitieve bewaring van archiefmateriaal vereist opslag in speciaal daartoe voorziene ruimtes, die voldoen aan strikte eisen inzake temperatuur, luchtvochtigheid, brandbeveiliging en bescherming tegen wateroverlast. De archiefdocumenten worden bewaard in zuurvrije dozen en mappen waarop de nodige identificatiegegevens werden aangebracht. Het Rijksarchief stelt tegen een lage kostprijs zuurvrije dozen ter beschikking van de archiefvormers. Beschadigde archiefstukken worden gerestaureerd; en indien nodig worden documenten opnieuw ingebonden. Om te vermijden dat documenten beschadigd raken door frequente raadpleging, worden “risicostukken” (zoals bv. registers van de burgerlijke stand en parochieregisters, kaarten, plattegronden, plannen en tekeningen, oude charters op perkament) overgebracht op andere dragers: microfilm en meer en meer in digitale vorm aangeboden.
Het Rijksarchief coördineert het archiefbeleid op nationaal vlak en streeft naar efficiënte internationale samenwerking.

### Het archieftoezicht
Het archiefbeheer van de Belgische overheidsdiensten wordt nog steeds gereglementeerd door de archiefwet van 1955, gewijzigd door de wet van 2009.
De wet verleent de algemeen rijksarchivaris en zijn gemachtigden de bevoegdheid om toezicht uit te oefenen op de archiefbewaring van alle rechtbanken en alle Belgische overheidsadministraties en -instellingen. Bovendien mag geen enkel archiefdocument gevormd of ontvangen door een overheidsdienst, worden vernietigd zonder uitdrukkelijke toestemming van de algemeen rijksarchivaris. Archivarissen van de afdeling “Toezicht, advisering en coördinatie van verwerving en selectie” oefenen toezicht uit op het overheidsarchief van de centrale diensten van de federale instellingen; hun collega’s in de vestigingen van het Rijksarchief in de Provinciën nemen de externe diensten van de federale administraties, de hoven en rechtbanken en de gewestelijke en lokale instellingen voor hun rekening.
Het Rijksarchief waakt dus over de correcte bewaring van de archiefstukken die door de overheid werden gevormd en beheerd. Daartoe verstrekt het Rijksarchief richtlijnen en aanbevelingen, leggen rijksarchivarissen controlebezoeken af en worden opleidingen georganiseerd voor ambtenaren belast met archiefbeheer. Het Rijksarchief verleent ook advies bij de bouw en inrichting van ruimtes voor de archiefbewaring en in verband met het beheer van het archief in overheidsadministraties. De richtlijnen, de brochures met advies en de aanbevelingen zijn beschikbaar op de website van het Rijksarchief.

### Verwerving van overheids- en privé-archief

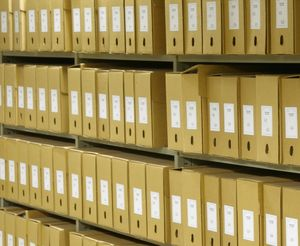
Na selectie worden de archiefdocumenten voor langetermijnbewaring in dozen verpakt

Het Rijksarchief verwerft en bewaart (na selectie) archief van minstens 30 jaar oud van hoven en rechtbanken, overheidsadministraties, notarissen, evenals van de privé-sector en van particulieren (ondernemingen, politici, verenigingen, invloedrijke families, enz. die een belangrijke maatschappelijke rol speelden). Het Rijksarchief ziet erop toe dat de overheidsdocumenten volgens de actuele archiefnormen worden overgebracht.

### Openbare dienstverlening
Een van de andere hoofdopdrachten van het Rijksarchief bestaat erin de archiefdocumenten ter beschikking te stellen van het publiek, met inachtneming van het privé-karakter van sommige gegevens. De 19 leeszalen van het Rijksarchief stellen zowel werktafels als leesapparatuur voor de microfilms van het kwetsbaar archief ter beschikking van een gevarieerd publiek. Rechtstreekse publiekswerking via intranet (de “digitale leeszaal”) vormt een prioritaire bekommernis van het Rijksarchief.

### Ontsluiting van het archivalisch erfgoed
Het wetenschappelijk personeel heeft vooral tot taak de immense hoeveelheid archief van de instelling toegankelijk te maken voor onderzoek. Daartoe worden wetenschappelijke zoekinstrumenten opgesteld (zoekwijzers, archiefoverzichten en gidsen, inventarissen, institutionele studies) zodat de vorsers op efficiënte en correcte wijze de gewenste informatie kunnen vinden.
Het Rijksarchief is een kenniscentrum voor historische en archivistische informatie. Het wetenschappelijk personeel van het Rijksarchief verricht permanent wetenschappelijk onderzoek over archivistiek, bewaring en institutionele geschiedenis van de archiefvormende instellingen. Deze activiteiten dragen bij tot een correcte uitvoering van de opdrachten inzake verwerving, bewaring, ontsluiting en communicatie.

### Aanverwante activiteiten voor de verruiming van de publiekswerking
Het Rijksarchief brengt het grote publiek in contact met het archivalisch erfgoed via thematische tentoonstellingen waar de archiefstukken in een ruime maatschappelijke en culture context worden gesitueerd. Bij die gelegenheden worden ook een catalogus, een wetenschappelijk dossier of een brochure gepubliceerd.
Het Rijksarchief organiseert regelmatig opendeurdagen of studiedagen, en werkt mee aan diverse andere evenementen, zoals de Erfgoeddag.

### Wetenschappelijk onderzoek
Als wetenschappelijke instelling verricht het Rijksarchief natuurlijk ook onderzoek over het eigen vakgebied, met name het archiefbeheer en -behoud en de geschiedenis van de archiefvormende instellingen. De hierboven opgesomde taken (verwerving, bewaring, ontsluiting en communicatie) kunnen immers niet degelijk worden volbracht als ze niet permanent onderbouwd worden door wetenschappelijk onderzoek.
Een groot aantal wetenschappelijke activiteiten wordt ontplooid in samenwerking met de verschillende universiteiten.

### Digitalisering van archief
Het Rijksarchief werkt continu aan een groots project: de digitalisering van archiefdocumenten, die vervolgens ter beschikking komen in alle leeszalen.
In die optiek werden alle Rijksarchieven, waaronder het Algemeen Rijksarchief, uitgerust met een digitale leeszaal.
Vanaf augustus 2009 werden de gedigitaliseerde parochieregisters en registers van de burgerlijke stand van heel het land geleidelijk aan ter beschikking gesteld van het publiek via de leeszalen van het Rijksarchief.
Sinds januari 2013 kunnen zowat meer dans 27.000 parochieregisters en een groeiend aantal registers van de burgerlijke stand gratis worden geraadpleegd via de website van het Rijksarchief.
Ook andere soorten documenten, zoals bijvoorbeeld de verslagen van de Ministerraad (1918-1979) en 38.000 zegelafgietsels kunnen eveneens via de website worden bekeken.

## Historiek van het Algemeen Rijksarchief en Rijksarchief in de Provinciën

### In de Franse (1795 – 1814) en Nederlandse (1815 – 1830) tijd
De wetgeving uit de Franse tijd legde tot 1960 de structuur van het Belgisch Rijksarchief vast. De wet van 5 brumaire jaar V (26 oktober 1796) bepaalde dat archiefstukken van instellingen en administraties die waren afgeschaft moesten bijeengebracht worden in de hoofdplaats van elk departement. In de Belgische landsgedeelten werden de bestaande beschikkingen van een wet van 25 juni 1794 niet vervangen. Deze stelden dat de eigendomsbewijzen van overheidsbezittingen met spoed moesten worden opgezocht en dat alle documenten met een “feodale” inslag moesten vernietigd worden, omdat ze als mensonwaardig werden beschouwd.
In alle departementen werden centrale archiefbewaarplaatsen opgericht, behalve in het departement Twee Neten (provincie Antwerpen). Vanaf het jaar 1800 stonden deze archieven onder de controle van de secretaris-generaal van de prefectuur. Door de staat bezoldigde conservators werden aangesteld in Brussel en Luik, later ook in Bergen en Gent.

### Na de Belgische onafhankelijkheid (1830 – heden)
Na de onafhankelijkheid van België werden Rijksarchieven opgericht in alle provinciehoofdsteden die er nog geen hadden, namelijk Brugge, Namen, Aarlen, Hasselt en, in 1896, Antwerpen. Bij koninklijk besluit van 17 december 1851 kwamen de Rijksarchieven in de provincies onder het gezag van de algemeen rijksarchivaris. Het Belgisch Rijksarchief is een van de meest gecentraliseerde archiefdiensten ter wereld.
Vanaf de jaren 1960 werden in de schoot van het Rijksarchief allerlei archiefbewaarplaatsen opgericht en soms ook weer afgeschaft. Zo werden in antwoord op de evoluties in de Belgische staatsstructuur de Rijksarchieven te Leuven, Eupen, Louvain-la-Neuve en Brussel (eerst in Anderlecht, vanaf 2017 in Vorst) geopend.
In 1964 werden vier arrondissementele depots opgericht, in Hoei, Kortrijk, Ronse en Doornik. In 2007 werd het Rijksarchief te Hoei gesloten. Twee jaar later gebeurde dat ook met het Rijksarchief te Ronse.
Met het Rijksarchief te Saint-Hubert werd in 1960 een eerste hulpdepot gecreëerd om plaatsgebrek elders te verhelpen. In 1964 opende een tweede hulpdepot in Beveren (Oost-Vlaanderen), in 2010 volgde een derde in Brussel (Algemeen Rijksarchief 2 – Depot Joseph Cuvelier). Het hulpdepot in Saint-Hubert verdween weer in 2019.
In 1967 werd het Archief van het Koninklijk Paleis onderdeel van het Rijksarchief. Het CegeSoma werd in 2016 aan het Rijksarchief toegevoegd. In 2018 gebeurde hetzelfde met de Dienst Archief Oorlogsslachtoffers. Op die manier zijn de belangrijkste collecties over de wereldoorlogen in het Rijksarchief verenigd.

### Belang van de functie van algemeen rijksarchivaris
Reeds in 1773 werd in Brussel bij Keizerlijke verordening een Archiefbureau opgericht, waar de algemeen rijksarchivaris kantoor hield. Ook na het Oostenrijks bewind en met de komst van de Fransen bleef Brussel een hoofdarchiefdienst; tijdens de periode van het Verenigd Koninkrijk der Nederlanden won de Brusselse vestiging zelfs nog aan belang. Eind 1814 werd Pieter-Jan L’Ortye benoemd tot "secrétaire archiviste" van het Rijksarchief te Brussel en werd hij belast met het toezicht op de bewaring en het beheer van het archief dat werd gevormd door de overheidsinstellingen. In 1831 werd hij opgevolgd door Louis-Prosper Gachard, die vanaf 1826 zijn adjunct was. Gachard, de eerste echte algemeen rijksarchivaris, oefende zijn functie uit van 1831 tot aan zijn overlijden op Kerstavond 1885.

### De Archiefwet
De Franse wetgeving en reglementering bleven tot in 1955 van kracht. Toen werd een Belgische Archiefwet gestemd. In 2009 werd de wet van 1955 gewijzigd. De overbrengingstermijn voor publiekrechtelijk archief werd teruggebracht van 100 naar 30 jaar. Deze maatregel, waarvoor een overgangsperiode voorzien is, wil tegemoetkomen aan de vragen van burgers die onderzoek verrichten rond het recente verleden of rond stamboomkunde. De raadpleging van sommige archiefdocumenten kan niettemin beperkt worden onder meer op basis van de wetgeving op de bescherming van de persoonlijke levenssfeer.

### Lijst van algemene rijksarchivarissen
- Pieter-Jan L’Ortye (1814–1831) (archivaris-secretaris)
- Louis-Prosper Gachard (1831–1885) (archivaris-secretaris vanaf 1831 tot 1859)
- Charles Piot (1886–1897)
- Alphonse Goovaerts (1899–1904)
  - (waarnemend) Arthur Gaillard (1905–1912)
  - (waarnemend) Joseph Cuvelier (1912–1913)
- Joseph Cuvelier (1913–1935)
- Dieudonné Brouwers (1935–1939)
- Camille Tihon (1939–1955)
- Etienne Sabbe (1955–1968)
  - (waarnemend) Maurits Vanhaegendoren (1968)
  - (waarnemend) Lucienne Van Meerbeeck (1968)
- Carlos Wyffels (1968–1987)
- Ernest Persoons (1987–2002)
  - (waarnemend) Daniel Van Overstraeten (2002–2003)
  - (waarnemend) Herman Coppens (2004–2005)
- Karel Velle (2005–2024)
  - (waarnemend) Pierre-Alain Tallier (2024)
- Xavier Jacques-Jourion (2024)